# L'Envol (film, 2000)
Pour les articles homonymes, voir Envol.
Pour plus de détails, voir Fiche technique et Distribution.
L'Envol est un film français réalisé par Steve Suissa sorti en 2000.

## Fiche technique
- Titre : L'Envol
- Réalisation : Steve Suissa
- Scénario : Steve Suissa et Marc Esposito
- Photographie : Dominique Chapuis
- Son : Raoul Fruhauf, Stratos Gabrielidis et Nathalie Vidal
- Musique : White & spirit
- Décors : Jean-Luc Raoul
- Costumes : Francine Lapassade
- Montage : Monica Coleman
- Pays d'origine :  France
- Genre : Drame
- Durée : 91 minutes
- Dates de sortie : 5 juillet 2000

## Distribution
- Clément Sibony : Stan
- Isabelle Carré : Julie
- Christine Citti et Marc Samuel : les parents de Stan
- Bernard Fresson : Victor
- Léopoldine Serre : Lulu
- Steve Suissa : Joseph
- Corinne Dacla : Marthe, la compagne de Joseph
- Attica Guedj : Sarah
- Denis Benoliel : Léon
- Olivier Sitruk : Pierre
- Lorànt Deutsch : Franky
- Henry-David Cohen : Daniel
- Mikaël Bitan : Marco
- Francis Huster : le professeur de théâtre
- Isabelle Nanty : la conseillère artistique
- Bernard Verley : le prof
- Albert Dray : Ben, l'entraîneur de boxe
- Stephan Meldegg : le metteur en scène
- Pierre-Olivier Mornas : le tueur
- Laurent Bateau : l'homme du casting
- Roméo Sarfati : l'homme de la pizza
- Fedele Papalia : Salvatore
- Denis Sebbah : le jeune boucher
- Louise Vincent : Mme Fortuné
- Sophie Simon : la secrétaire du théâtre
- Léonidas Strapatsakis : le juré à l'audition